# Stradouň
Stradouň (německy Stradaun) je obec v okrese Ústí nad Orlicí v Pardubickém kraji. Leží při samém jihovýchodním okraji Východolabské tabule, zhruba sedm kilometrů severozápadně od Vysokého Mýta. Osu vesnice, rozložené podél Bětnického potoka, představuje silnice II/305, jež se na jižním okraji Stradouně kříží se silnicí I/17. Žije zde 174 obyvatel.

## Historie
První písemná zmínka o obci pochází z roku 1160, kdy vladyka Štěpán věnoval výnos cla podlažickému klášteru. Obec ležela na důležité obchodní stezce, zvané Trstenická. V roce 1304 byla obec ve vlastnictví Zbraslavského kláštera, jemuž byl její výnos věnován Václavem II. Od husitských válek pak byla obec vlastnictvím královského města Vysoké Mýto. Po husitských válkách prodal král Zikmund obec Diviši Bořkovi z Miletínka, ale Vysoké Mýto obec po čase získalo do své držby. To existovalo až do roku 1548, kdy obec městu odňal císař Ferdinand I. Habsburský za povstání proti němu. Později vlastnili obec Slavatové a Žerotínové jako majitelé chroustovického panství.
Všichni majitelé chroustovického panství byli až do období před Bílou horou utrakvisté, nebo v případě Žerotínů čeští bratři. Předposledním nekatolickým majitelem chroustovického panství byl Jiří z Gerštorfu, defenzor České konfese, jeho synovi Štěpánovi bylo chroustovické panství po porážce stavů na Bílé hoře odňato. Pobělohorská doba, zvláště třicetiletá válka, zasáhla do náboženského a společenského života a také zanechala výraznou stopu v životě obce. Celé chroustovické panství v pobělohorské době odkoupil Johan Baptist Weber, císařský úředník, mající na starosti právě rozdělování zkonfiskovaného majetku, zabaveného nekatolickým šlechticům a dalším majitelům. Panství mu patřilo po celou třicetiletou válku. Po ní v roce 1651 byl uskutečněn soupis poddaných podle víry, který měl ukázat na místa, kde jsou ještě nekatolíci a tam zaměřit misie. Stradouň v tomto soupisu byla z 65 obyvatel většinově nekatolická, katolíků bylo v obci pouze pět. V době po třicetileté válce zůstává ještě několik gruntů ve vsi volných.
Dědička po Janovi, jeho dcera Kateřina Voršila, provdaná z Ausperka a Trauna prodává v roce 1655 celé panství Karlu Ferdinandovi, říšskému hraběti z Waldsteina. Alžběta Barbara z Waldsteina prodala potom roku 1663 zámek Chroustovice s poplužními dvory a vesnicemi říšskému hraběti Libsteinskému z Kolovrat a na Rychnově. Ten pak postavil 1667 v Chroustovicích zámek. Po smrti hraběte zdědil Chroustovice jeho syn Norbert Leopold Kolovrat. Jeho starší syn František prodal Chroustovice se všemi vesnicemi roku 1721 Jeronýmovi hraběti de Capecea a markraběti de Rofrano, císařskému radovi krále španělského a genenrálnímu poštmistrovi v Itálii. Chroustovice držela Marie Terezie, rozená markýza z Rofrana, choť c. k. tajného rady, hraběte Leopolda Vchynského ze Vchynic, jež se po jeho smrti vdala za hraběte Brechainvile. Po ní dědili synové František, Ferdinand a Filip ze Vchynic. Ten koupil bratrovu polovici a stal se pánem celého panství, hrabě Filip Vchynský byl zasnouben s nezletilou dcerou Marií Augustinou, dcerou hraběte Františka Josefa ze Vchynic. Ta však záhy zemřela a odkázala snoubenci svá rozsáhlá panství. V té době u něho žila sestra Marie Terezie, ovdovělá kněžna Poniatovská, kvůli níž vystavěl u Trusnova letohrádek Neulust čili Terezienlust. Pak prodal panství roku 1823 knížeti Karlu Alexandrovi z Thurnu a Taxisu, jež zemřel roku 1827. Po něm zdědil panství jeho syn kníže Maxmilián Karel z Thurnu a Taxisu. Na základě obecního zákoníku ze dne 17. března 1849 působí Stradouň jako samostatná obec.
Roku 1781 se ulevilo mnoha nábožensky pronásledovaným nekatolíkům, kteří se ovšem směli přihlásit jen ke dvěma evangelickým konfesím. Tyto byly v mnohém potomkům husitů cizí a tak i oni usilovali o nějaké zrovnoprávění a zlegalizování svého náboženského převědčení. To jim nebylo umožněno a ve zmatcích po tolerančním patentu byli opět pronásledováni a deportováni do Sedmihradska. Stradouň se díky své poloze a zřejmě i nekatolické tradici stala jedním z center hnutí tzv. blouznivců. Zde také dlouhá léta žil i jejich vůdce, Vojtěch Valenta, rodák z Vraclavi. Podle záznamu v matrice se narodil v roku 1750, matka byla na seznamu osob podezřelých z kacířství. To ovšem Vojtěchovi nebránilo, aby usiloval o místo poustevníka poblíž kostela sv. Mikuláše na Vraclavi. Poustevny byly nařízením Josefa II. zrušeny a tak se Valenta přidal k nekatolíkům, kteří nechtěli být v rámci Tolerančního patentu členy povolených (tehdy) církví. Působil ve Stradouni, díky jeho činnosti byla celá obec střediskem stejně uvažujících lidi v širokém okolí na Vysokomýtsku. Na konci svého života konvertoval ke katolicismu, jeho stoupenci si nalezli vůdce v mentourském kováři Josefu Žvejkalovi, jež ovšem nedosahoval významu Valentova. Po jeho smrti v roce 1842 nalezli marokáni, jak byli v té době nazýváni dle víry v zachránce, jenž měl přijít údajně z Maroka, další svoji vůdčí osobnost v potulném tkalci Františku Felcmanovi, rodáku z Dašic. Po jeho zatčení a údajném umístění v pražském blázinci (o němž ovšem nevěděli) hnutí upadá.
V druhé polovině 19. století je ovšem i tak Stradouň radikální v názorech na českou historii a radní podporují postavení pomníku Jana Žižky. V obci je i připomínáno výročí narození Jana Amose Komenského. V druhé polovině 19. století se na polích místních sedláků pěstuje cukrovka a brambory a další plodiny, které přispívají i k rozvoji českého průmyslu a stradounští z tohoto profitují. V okolí vznikají cukrovary a lihovary. V roce 1900 je ve vsi postavena a zkolaudována nová budova školy. Světová válka, která vypukla v roce 1914, narušuje hospodářský rozvoj a na jejím konci je jen hlad a epidemie chřipky. Ale také vznik Československé republiky, která přináší nové naděje i pro potomky místních nekatolíků. Bourá se vše, co připomíná staré Rakousko-Uhersko. Jejím reprezentantem je pak římskokatolická církev a její místní představitel Václav Oliva. Ten byl po násilném záboru fary a kostela v Radhošti 21. listopadu 1920 násilím vystěhován. Po této akci byl na místní faru nastěhován farář nově vzniklé Církve Československé, k níž se přihlásila valná většina místních obyvatel, ze Stradouně až 90 %. Poté následovala žaloba a nad oblastí bylo dle kroniky obce vyhlášeno stanné právo (1923). Zábor skončil 25. března 1923, kdy byl kostel v Radhošti a fara opět navrácen římskokatolické církvi po soudním řízení, které se konalo od 10. do 17. srpna 1922 u krajského soudu v Chrudimi a z jehož rozsudku byli odsouzeni i občané ze Stradouně. Jejich odvolání k Nejvyššímu soudu v Brně nebylo úspěšné, naopak tresty byly zvýšeny na nepodmíněné (23. října 1923). Po žádosti o zmírnění trestů nakonec udělil prezident republiky T. G. Masaryk na základě žádosti o milost při návštěvě u senátora Klofáče milost, a to 29. září 1925. Poté se náboženské poměry uklidnily.
V obci byl po roce 1930 zaveden elektrický proud, někteří občané začali pořizovat rozhlasový přijímač. Kulturní vyžití je vyplněno plesy, občasnými divadelními představeními a přednáškami. V obci působí i polické strany, agrárníci i místní odbočka NOF. Období konce Československa se také dotklo obyvatelstva obce. Byli přijímáni čeští občané z pohraničí a i nadále se aktivizovaly skupiny, které sympatizovaly z nejrůznějších důvodů s fašismem. V obci byla v období protektorátu vyhlášena nad dvěma největšími hospodářstvími v obci správa a jejich provoz poléhal protektorátním úřadům. V této době začalo také kvést udavačství. K tomu stačilo třeba i oznámení o černé zabíjačce. Přesto všechno bylo české obyvatelstvo vcelku solidární. V roce 1942 umírá prorok Vodvárka, který předvídá horší časy po válce. Na to však nikdo nemyslí, zvlášť když se v květnu 1945 pokusí skupina místních občanů zadržet německé vojáky. Konec druhé světové války přinesl řadu nadějí. Tyto naděje však neměly dlouhého trvání, i když byla zrušena státní správa nad největšími statky a jejich majetek vrácen. Přišel Vítězný únor 1948 a následně byla započata kolektivizace venkova, což zasáhlo i Stradouň. Ta se také dotkla obce. Do zemědělského družstva byly pod tlakem nesplnění dodávek zemědělských produktů nuceni všichni rolníci v obci.

## Obyvatelstvo
| Rok            | 1869 | 1880 | 1890 | 1900 | 1910 | 1921 | 1930 | 1950 | 1961 | 1970 | 1980 | 1991 | 2001 | 2011 | 2021 |
| -------------- | ---- | ---- | ---- | ---- | ---- | ---- | ---- | ---- | ---- | ---- | ---- | ---- | ---- | ---- | ---- |
| Počet obyvatel | 497  | 533  | 516  | 513  | 510  | 500  | 468  | 323  | 312  | 274  | 222  | 179  | 163  | 198  | 183  |
| Počet domů     | 96   | 97   | 97   | 97   | 104  | 106  | 106  | 108  | 96   | 87   | 78   | 97   | 99   | 100  | 99   |

## Pamětihodnosti
- Zájezdní hostinec čp. 1, klasicistní z poloviny 19. století[7]
- Kovárna, klasicistní[7]
- Zvonice, hranolová z první poloviny 19. století[7]
- Hřbitov, márnice

## Rodáci
Josef Prokopec (1919–2010), pilot 312. československé stíhací perutě RAF